# VW New Compact Coupé
Das VW New Compact Coupé (kurz VW NCC) ist ein seriennahes Konzeptfahrzeug des deutschen Automobilherstellers Volkswagen, das im Januar 2010 auf der NAIAS in Detroit präsentiert wurde. Dieses zweitürige Coupé verfügt über einen Hybridantrieb und hätte als Serienmodell zwischen dem VW Scirocco und dem Passat CC positioniert werden sollen. Stattdessen wurde das Design optisch fast unverändert für den VW Jetta VI übernommen, der jedoch eine viertürige Limousine ist.
Entworfen wurde das 4,54 Meter lange und auf dem Golf basierende New Compact Coupé vom VW-Designchef Klaus Zyciora. Die Frontansicht mit LED-Tagfahrscheinwerfern orientiert sich dabei am VW Polo V, während sich die anderen Karosserieteile keiner bestimmten VW-Baureihe zuordnen lassen. Das Interieur mit einem unten abgeflachten Lenkrad, vorderen Sportsitzen, einer durchgehenden Mittelkonsole nach hinten und zwei Einzelsitzen im Fond bietet Platz für vier Personen. Das Kofferraumvolumen beträgt 380 Liter.
Angetrieben wird das Modell von einem Vollhybridmotor in Verbindung mit einem 7-Gang-Doppelkupplungsgetriebe. Dieser Hybridantrieb besteht aus einem 1,4-Liter-TSI-Ottomotor mit 110 kW (150 PS), 220 Nm Drehmoment und einem Elektromotor mit 20 kW (27 PS). Beide arbeiten beim sogenannten Boosten zusammen, also beispielsweise beim Beschleunigen zum Überholen. Damit wird eine Höchstgeschwindigkeit von 227 km/h erreicht, die Beschleunigung von 0 auf 100 km/h dauert 8,6 Sekunden. Als Energiespeicher dient eine Lithium-Ionen-Batterie mit 1,1 kWh im Heck des Fahrzeugs. Während des rein elektrischen Fahrens wird der Verbrennungsmotor ausgeschaltet und über eine Trennkupplung abgekoppelt, um Leerlaufmomentverluste zu vermeiden. Letzteres passiert auch, wenn der Fahrer vom Gas geht und den Wagen „rollen“ lässt. Des Weiteren besitzt das New Compact Coupé eine Rekuperationsbremse und ein Stopp-Start-System. Diese Maßnahmen zur Reduzierung des Kraftstoffverbrauchs führen zu einem Durchschnittsverbrauch von 4,2 Litern auf 100 Kilometern und einem CO2-Ausstoß von 98 Gramm pro Kilometer.

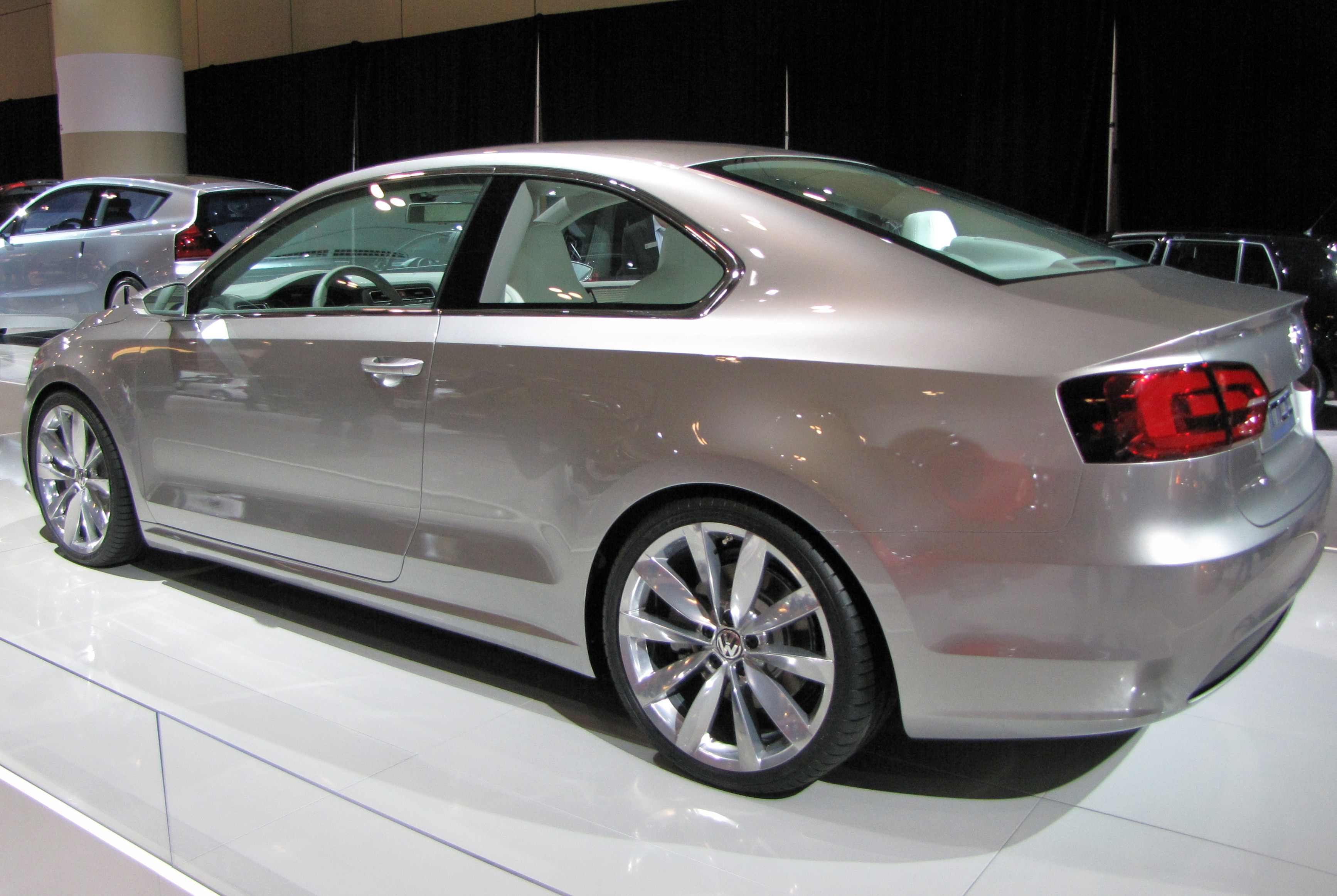
VW NCC auf einer Automesse in Kanada
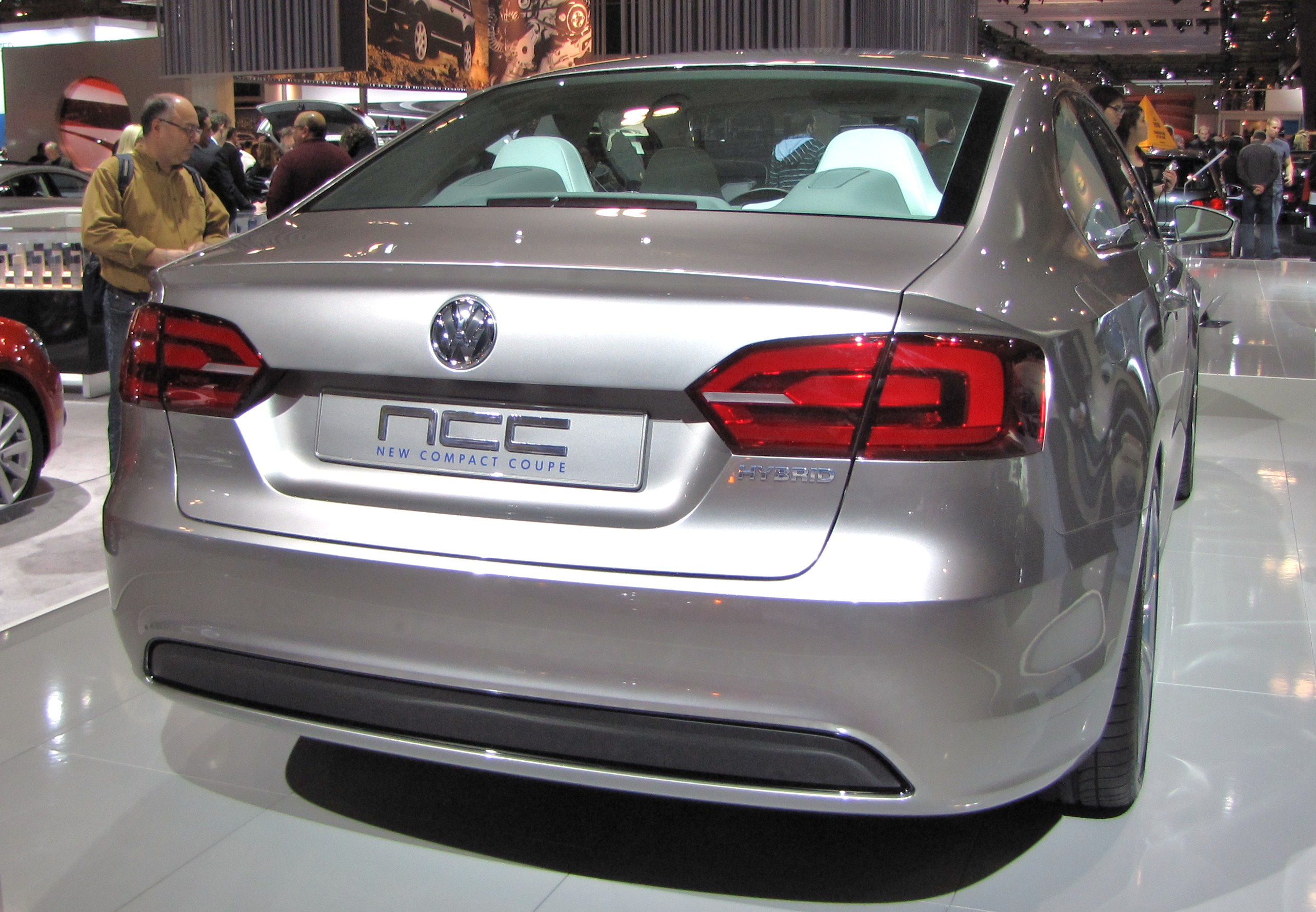
Heckansicht